# Isla de Ramier
La isla de Ramier o isla del Ramier (en francés, île du Ramier) es un conjunto de islas situadas entre los dos brazos del Garona, al sur del municipio de Toulouse. "Ramier", en el dialecto de la región, quiere decir un espacio natural al borde de un río formado por depósitos aluviales. De norte al sur, las islas se denominan los islotes de Banlève, la isla del Grande Ramier, la isla de Empalot, el islote de los Conejos y finalmente la isla de la Saudrune.

## Historia
Estas islas estuvieron durante mucho tiempo aisladas del resto de la ciudad. Los primeros restos de construcciones se remontan al siglo XII, cuando los accionistas de los molinos del Castillo Narbonnais, que explotaban la fuerza motriz del Garona, fueron autorizados por Raimundo V de Tolosa a construir una calzada entre los dos lados del río. En 1840, la esclusa Saint-Michel fue inaugurada al norte de la isla.

Puente Saint-Michel en ruinas en 1875. Fondo Eugène Trutat, Archivos municipales de Toulouse
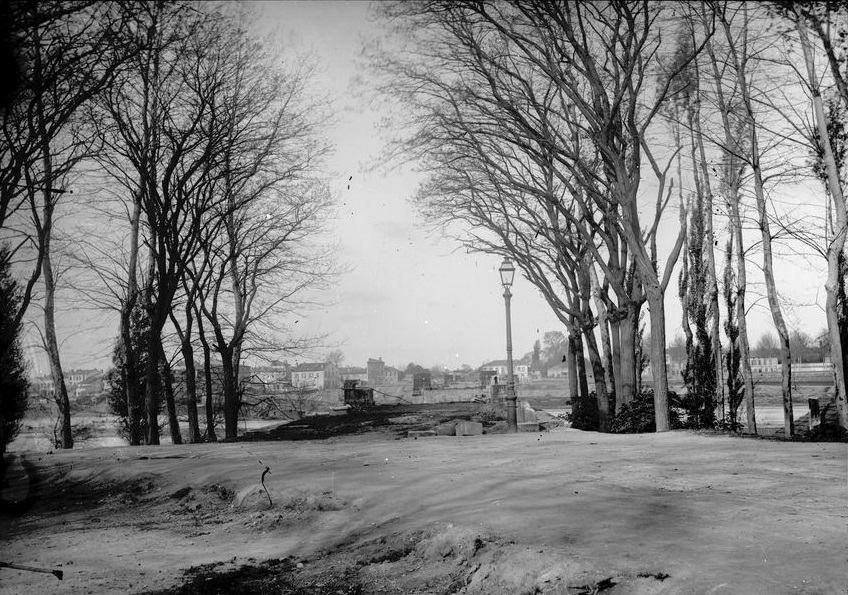
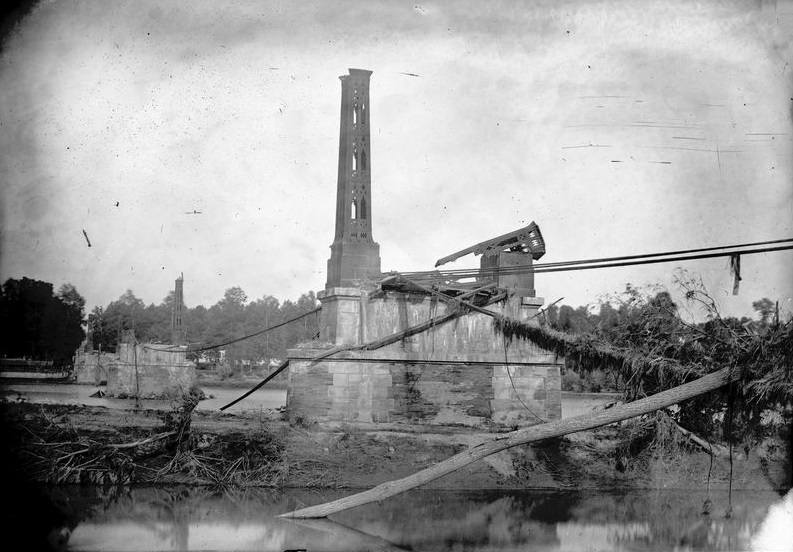

Reconstrucción del puente Saint-Michel en 1888. Fondo Eugène Trutat, Archivos municipales de Toulouse
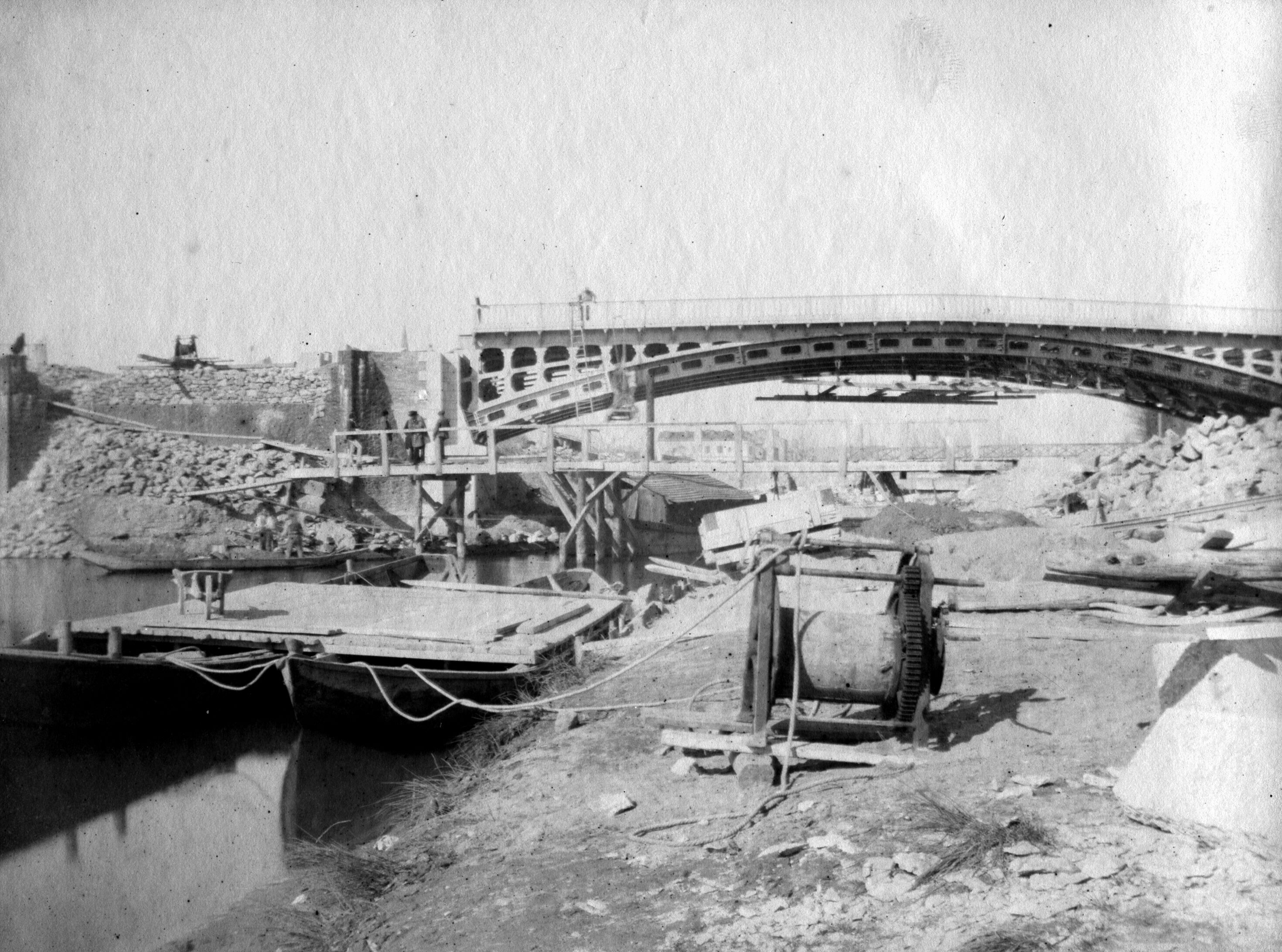
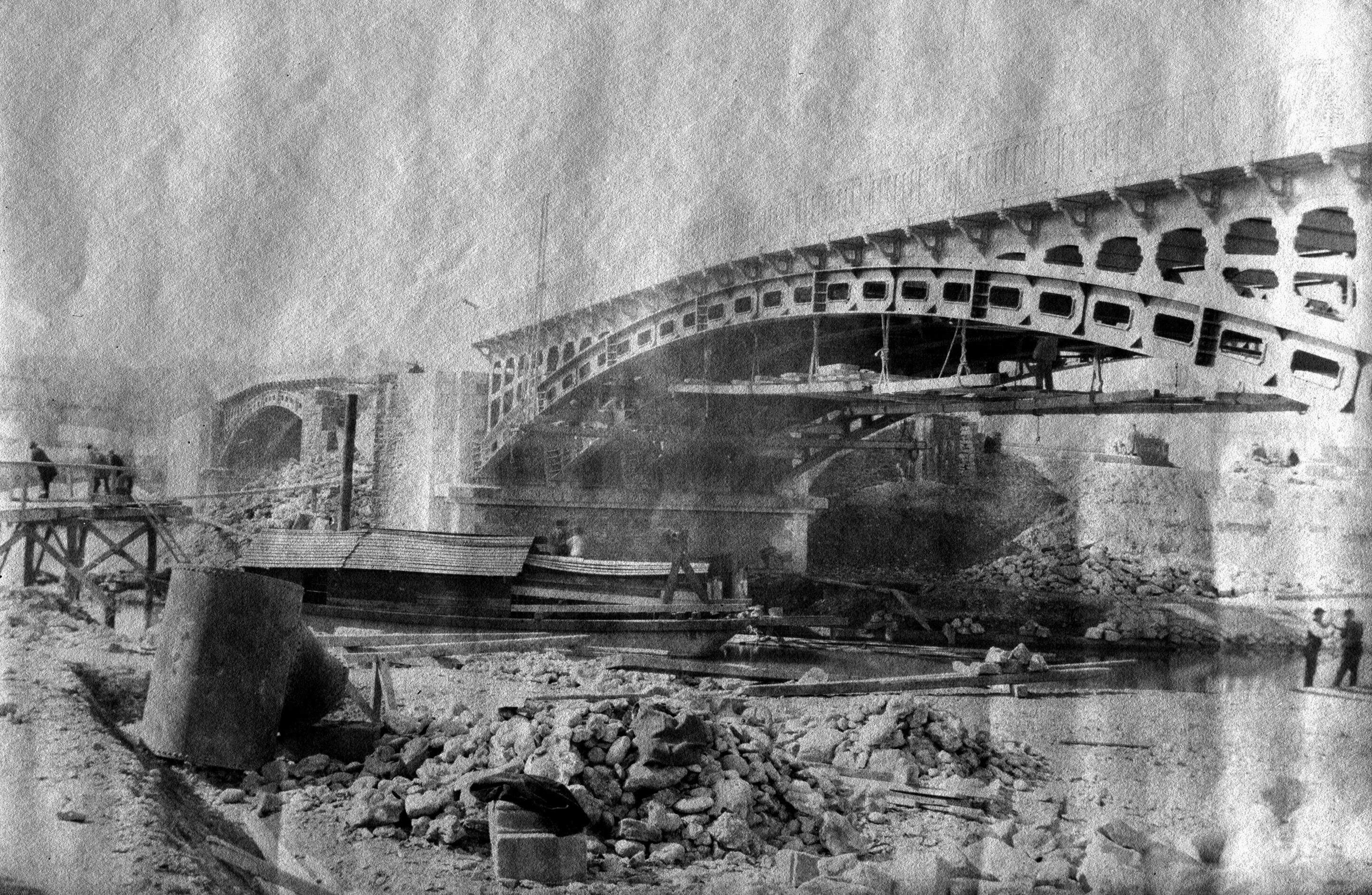

A partir del siglo XIX, las islas fueron conectadas a las riberas del río gracias a la construcción de varios puentes. El primer puente fue el puente Saint-Michel, construido en 1844, y que se alza por encima del Garona cerca del actual Pont-Neuf. Después de haber sido destruido durante una riada del Garona en 1875, el puente fue reconstruido en 1890. El ingeniero Eugène Freyssinet construyó un tercer puente entre 1955 y 1961. La construcción de los demás puentes fue motivada por las necesidades de la Poudrière (fábrica de pólvora) situada sobre el margen izquierdo del Garona. Una primera pasarela fue construida enfrente de Empalot en 1863 y después el puente del Garigliano fue creado en 1958. La conexión con el margen izquierdo fue realizada en 1969 con el puente Pierre-de-Coubertin. En 1916, un puente permitió conectar la route d'Espagne y el camino de los estrechos pasando por la isla de Empalot.

### Lugar de actividades industriales

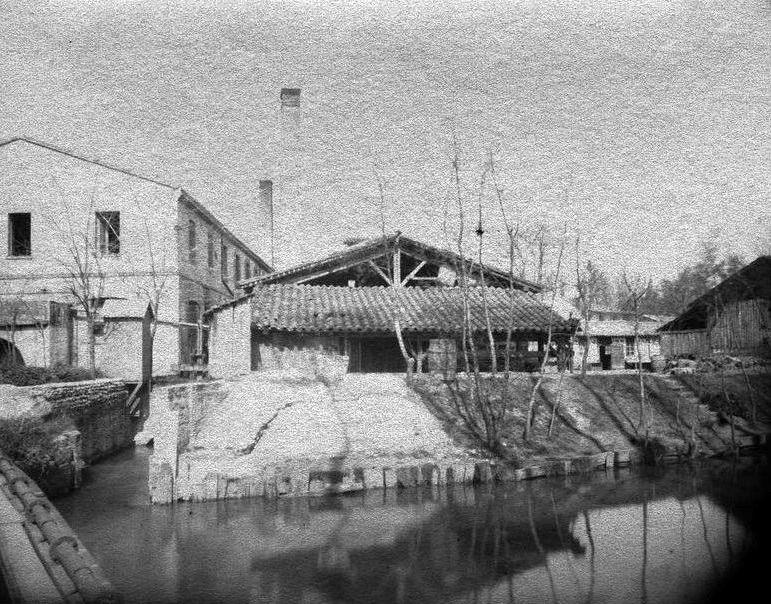
Fábrica de papel sobre la isla del Ramier, en marzo de 1881. Vista del conjunto de los edificios de la fábrica de papel. Archivo municipal de Toulouse, fotografía por Eugène Trutat.

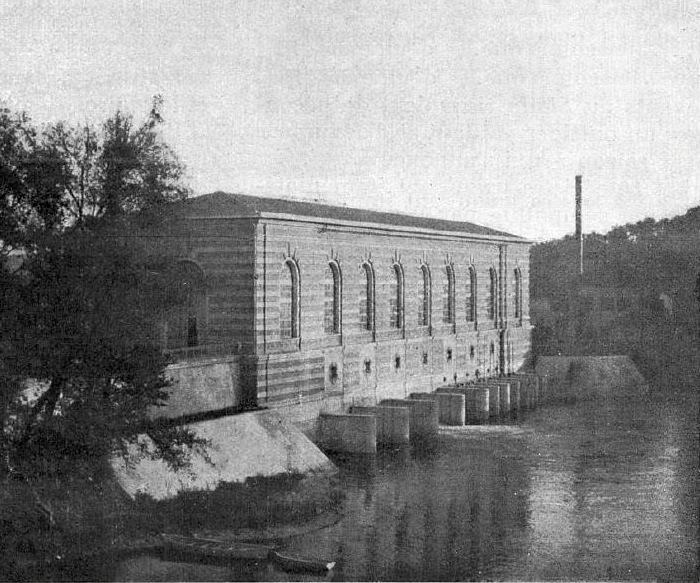
La fábrica hidroeléctrica del Ramier en Toulouse, en 1924.

En el siglo XVII, esta localización fue elegida para la construcción de un molino de pólvora (edificio destinado a la fabricación de pólvora mediante la molienda de sus componentes gracias a molinos de agua), pero sus explosiones frecuentes eran un peligro para la seguridad de la ciudad. La municipalidad deseaba que la Poudrière (fábrica de pólvora) fuera desplazada hacia el sur de las islas más aisladas. Gracias a esa relocalización, la ciudad esperaba atraer la actividad industrial hacia esas tierras. La fábrica de pólvora fue, por lo tanto, instalada al sur de la isla del Ramier acompañada de la construcción de numerosos edificios entre los cuales se contaba la torre del reloj, que es el único resto actual de dicha fábrica. En 1861, la línea de camino de hierro Toulouse-Bayona atravesaba la isla de Empalot por el sur. La fábrica de pólvora fue conectada a su recorrido en 1914.
En 1918, la central hidroeléctrica del Ramier fue instalada entre los dos brazos de Garona para producir la electricidad entre la isla del Grande-Ramier y la isla de Empalot. Las obras necesarias para su puesta en marcha incluyeron la construcción de la fábrica en sí misma, de un canal de derivación y de un puente entre la isla y el margen derecho del Garona. Su construcción se extendió entre 1917 y 1922 y se hizo según los planos del ingeniero Pendariès. La fábrica fue puesta en funcionamiento en 1922 con el fin de producir electricidad pero también de regular el volumen de agua necesaria para alimentar las fábricas y las estaciones de bombeo. La fábrica, construida justo junto al curso del río, tiene una caída de agua de 4,30 m de desnivel. Está constituida de una base de hormigón y de una planta baja en ladrillo. La maquinaria se compone de seis turbinas de eje vertical y de turbinas bulbo a hélices y de un generador asíncrono. En 1987, la fábrica fue dotada de una escalera de peces. Desde 1958, la fábrica pertenece a la ciudad de Toulouse. La electricidad producida es vendida a EDF y provee una parte de la alimentación eléctrica de la ciudad. La fábrica se encuentra sometida regularmente a inspecciones de revisión.
Para completar la fábrica hidroeléctrica, una fábrica de incineración de basuras llamada planta de lodos ("gadoue" en francés) fue construida en 1928, al igual que el puente de Banlève. La fábrica está constituida por dos edificios: la planta de incineración con su sala de calderas y la fábrica de ladrillos. Entre 1979 y 1980, la fábrica de lodos fue demolida y otra planta de incineración fue construida en Mirail. Hoy en día sólo persiste el edificio de la dirección, destinado a actividades de interés social.
La isla más austral, que está en un nivel más elevado del río, es la sede de la fábrica SEVESO SH ArianeGroup (ex. SNPE), clasificada como de Umbral elevado durante la inspección del 19 de junio de 2018.

### Lugar de actividades de ocio

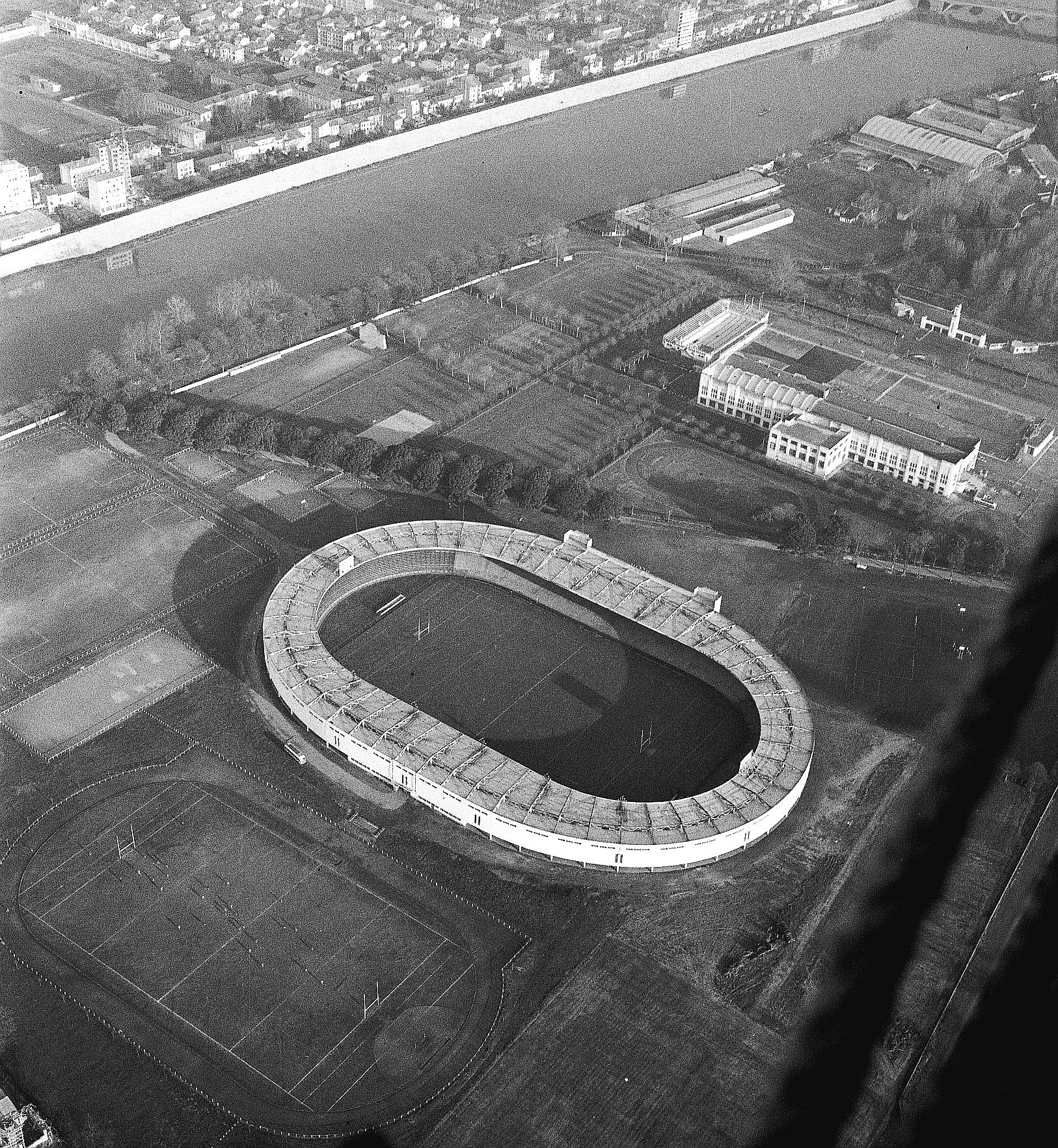
Estadio municipal de Toulouse y parque de deportes sobre la isla del Ramier, 15 de febrero de 1961. Fotografía de André Cros, Archivo de Toulouse.

Una parte de la isla se convirtió en un lugar de recreo de Toulouse en 1904 con la construcción de un parque público de más de 50 hectáreas. Muy pronto, el lugar se vuelve popular, y es en esa época que un teatro al aire libre, un quiosco de música, una cafetería, fiestas y bailes atraen a una multitud cada vez mayor. A partir de la década de 1920, los establecimientos deportivos empezaron a establecerse en la isla del Ramier. 
En 1928, la emulación náutica trasladó sus cobertizos de botes en la isla de Ramier. Esta institución hizo construir una cancha de pelota vasca, canchas de tenis y dos pontones. Otro club náutico, el Rowing-Club, también se instaló en la isla. En esa misme época, el gobierno socialista del municipio desarrolló los deportes en Toulouse y propuso construir una piscina municipal cuyo arquitecto fue Jean Montariol . La municipalidad continuó con su desarrollo del deporte con el deseo de construir un estadio. En 1931, el proyecto madura y se concretiza bajo la forma de parque deportivo. Las obras comenzaron ese mismo año a pesar de las críticas sobre el costo significativo del proyecto. La piscina de verano fue inaugurada en julio de 1931. Al cabo del tiempo, la piscina se fue ampliando y completando con una piscina cubierta en 1934 . La piscina municipal Alfred Nakache ha sido catalogada como monumento histórico desde 1993 . 
El estadio fue construido a partir de 1936 detrás de la piscina municipal. Pero la Segunda Guerra Mundial retardó la ejecución de las obras y el estadio no pudo ser acabado hasta 1950.

### Lugar de investigación y de enseñanza
En 1920, un centro de investigación fue instalado sobre la isla del Ramier gracias al laboratorio de Banlève. Éste fue creado por el instituto electrotécnico y de mecánica aplicada. Hoy en día recibe el nombre de Instituto de mecánica de fluidos de Toulouse (IMFT). Su función principal es la de estudiar los flujos sobre las maquetas de proyectos hidroeléctricos. Posee un canal con una longitud de 117 m, 4 m de anchura y una profundidad de 5 m en el cual se sitúan las maquetas que son estudiadas. En 1930, el laboratorio estaba equipado de un centro de investigación en aero e hidrodinámica. Fue dotado de un túnel de viento en 1936. Las empresas francesas de aviación utilizaron frecuentemente ese túnel de viento hasta 1952.
El primer campus universitario de Toulouse se construyó en la isla de Ramier en 1954 . Es la ciudad de Daniel-Faucher, construida sobre pilotis, al igual que el pabellón suizo de la Ciudad internacional universitaria de París, diseñada por Le Corbusier. Otros cuatro edificios fueron construidos entre 1956 y 1965 . Un estadio universitario colinda con los edificios. 
El Instituto de Ingeniería Química fundado en 1940 se construyó en 1957 en el lugar en el que se sitúa actualmente el Casino de Toulouse. Los antiguos edificios de la Poudrerie (fábrica de pólvora) fueron conservados en parte para albergar el instituto. Este instituto cambió su nombre por el de Escuela Nacional de Ingenieros Químicos, antes de convertirse en la ENSIACET tras una fusión a principios de 2001 . En septiembre de ese mismo año, la explosión de la planta de AZF dañó las instalaciones y la escuela fue desplazada a Labège. 

### Explosión de la fábrica AZF
La explosión de la fábrica AZF en septiembre de 2001 impactó con toda su fuerza las instalaciones situadas sobre la isla del Ramier. La escuela de química (ENSIACET, ex ENSIGC) fue completamente destruida. Esa escuela fue reconstruida en Labège. Otras instalaciones como el estadio de Toulouse fueron afectadas severamente.
Sobre la isla de Empalot, un casino del grupo Lucien Barrera (Casino-teatro Barrière) fue construido sobre la misma localización que la antigua escuela de química destruida por la explosión de la fábrica AZF. Este casino tiene la peculiaridad de estar construido sobre pilotis para evitar los riesgos de inundaciones.

## Geografía
Las islas están ubicadas en pleno centro de Toulouse a lo largo del Garona sobre las tierras aluvionarias situadas entre la avenida de Muret al oeste y el barrio de Empalot al este. Miden cuatro kilómetros de largo y seiscientos metros de ancho entre dos brazos del Garona. La forma de las islas se ha ido modificando a lo largo del tiempo debido a las inundaciones y al aporte de aluviones.

## Hitos y monumentos
Hoy en día se pueden encontrar en la isla el Parque de exposiciones de Toulouse, el Estadio, el Instituto de mecánica de fluidos de Toulouse, las piscinas municipales (piscina municipal Alfred Nakache, piscina Castex), la ciudad universitaria Daniel Faucher y varios espacios verdes. Durante varios años, la isla del Ramier fue el lugar donde tenía lugar el Toulouse-Plage. El parque de exposición fue construido entre 1952 y 1966 por el arquitecto Pierre Glénat, lo cual supone la muerte del parque que lo rodeaba. Los espacios verdes y de ocio de este parque cedieron poco a poco su lugar a los edificios del palacio de congresos.
- Túnel de viento de Banlève inscrita sobre el registro de monumentos históricos desde el 26 de noviembre de 1997.[12]
- Casino-teatro Barrière
- Fábrica SNPE-SME

### Instalaciones urbanas
- Estadio municipal de Toulouse
- Parque de exposiciones de Toulouse

## Vías de comunicación y transportes

### Carreteras principales
- Cinturón Periférico de Toulouse (rocade oeste) : Acceso n°25 (Empalot)